# بحث سطح المكتب

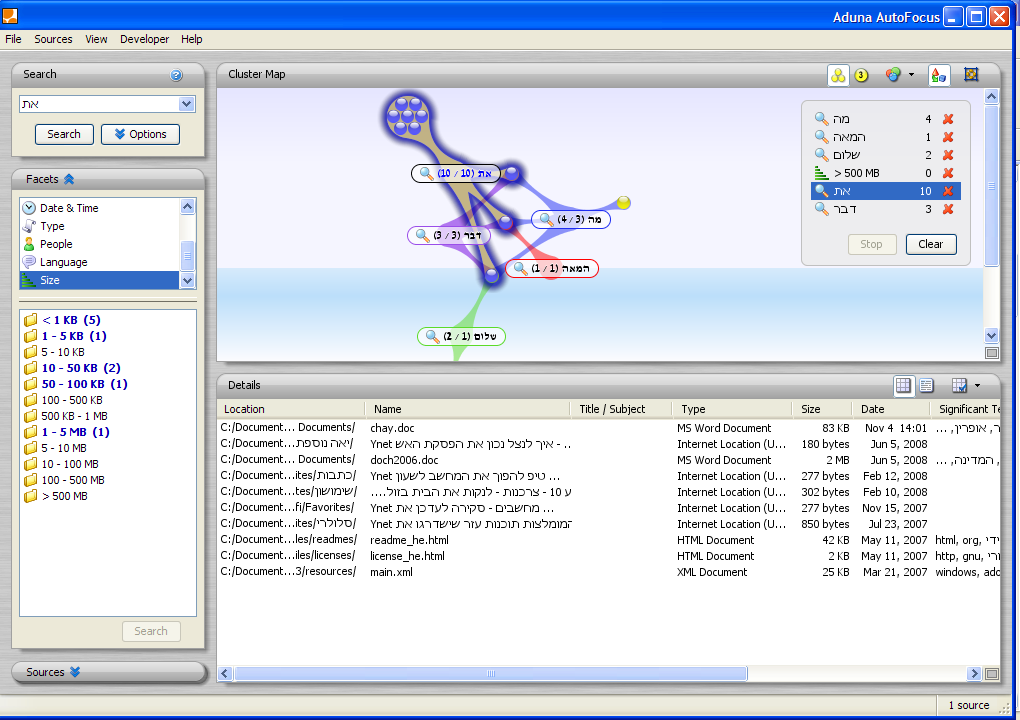
برنامج محركات بحث سطح المكتب OSL Aduna AutoFocus 5

بحث سطح المكتب هي اداة بحث داخل ملَفَّات الكمبيوتر  الخاصة بالمستخدم.تم تصميم هذه الأدوات للعثور على معلومات على جهاز الكمبيوتر الخاص بالمستخدم .   